# احتلال البصرة 1775

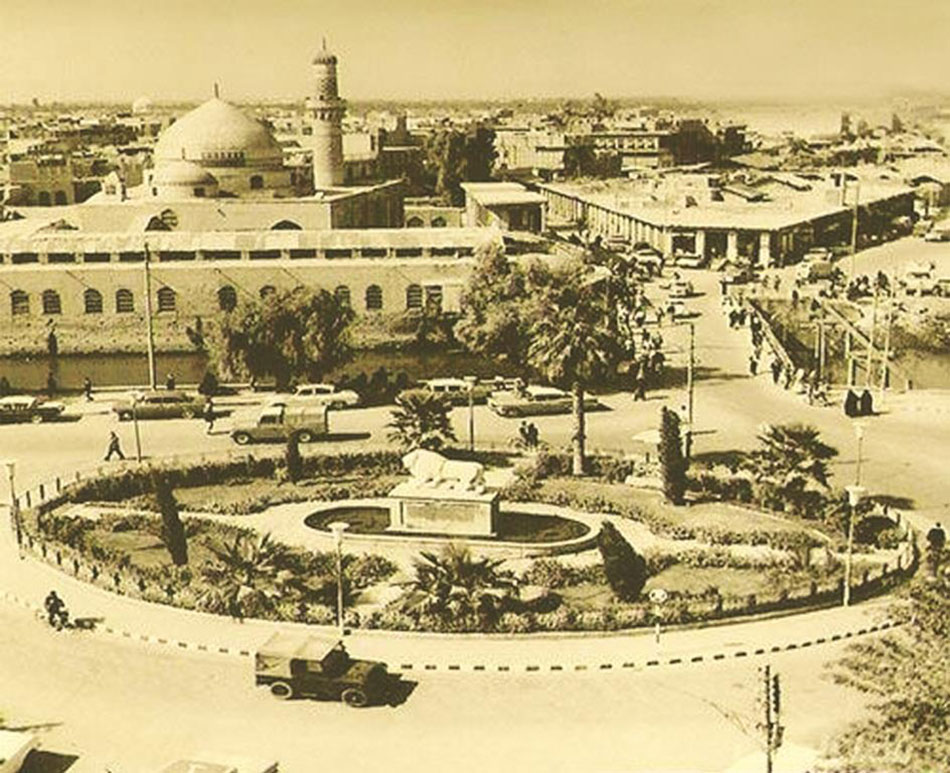
مشهد لمدينة البصرة في الخمسينيات

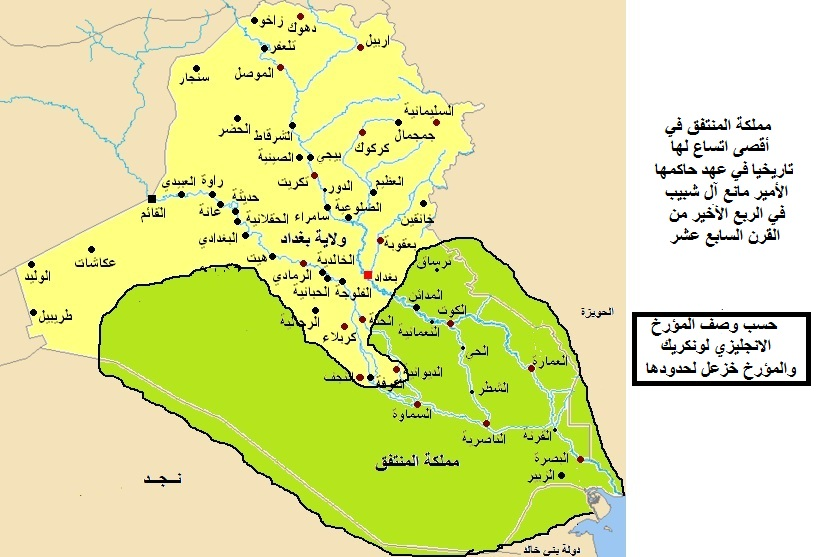
إمارة المنتفق في أقصى اتساع لها في القرن 17

احتلال البصرة 1775 هو احتلال فرضه كريم خان زند على البصرة، بعدما عانت البصرة الأمرين من طاعون قدم من بغداد سنة 1187 هـ / 1773م وأفنى غالب أهلها وإن كاد ان يجعلها أطلالا. فما إن تعافت منه حتى قدم عليها كريم خان زند بحجة عدم معاونة السلطات العثمانية لنجدته في حربه مع العمانيين، ولكن في الحقيقة أنه امتعض من اغلاق مكتب شركة الهند الشرقية الإنجليزية في ميناء بوشهر وانتقالها إلى ميناء البصرة، مما تسبب بكساد ميناء بوشهر وانتعاش الأخيرة ورواج التجارة فيها. فأرسل في كانون الثاني/يناير 1775 جيشًا كبيرًا تعداده 50,000 مقاتل من القزلباش بقيادة أخوه صادق خان حاكم شيراز، حيث وصل البصرة في آذار/مارس 1775م، فطلب من متسلم المدينة سليمان آغا مبلغًا من المال للإبقاء على سلامة المدينة، فلم يجب إلى طلبه. فحاصرها لمدة ثلاثة عشر شهرا، وأرسل أهل البصرة خلالها إلى سلطان عمان أحمد بن سعيد البوسعيدي يستنجدونه فبعث لهم 10,000 رجل بالسفن وكسرت سفن أسطول عمان السلسلة الحديدة المقامة على شط العرب هاجموا جند كريم خان. ولكن خوفًا من قيام الشاه بهجوم معاكس على موانئ عمان التي أصبحت بدون حماية حقيقية، خصوصًا أن مدة الحصار أضحت طويلة، اضطر سلطان عمان إلى العودة.
وقد انقسم عرب الخليج مابين منحاز لجيش كريم خان وهم سكان الساحل الشرقي، مثل بوشهر وبندر ريق وقبيلة بنو كعب. في حين انحاز سكان الساحل الغربي إلى المحاصرين في البصرة، مثل: المنتفق وبني خالد وكذلك سلطان عمان، أما موقف عتوب الكويت فقد كان غامضًا، حيث سلموا إلى شيخ بني كعب أسرى عثمانيين، في حين أرسلوا مساعدات إلى متسلم البصرة. وكذلك موقف وكيل شركة الهند «هنري مور» من الحصار، فقد ساند الوكيل أهالي البصرة في الأيام الأولى وبقي بالمدينة يدافع عنها، ولكن مالبث أن انسحب استجابة لأوامر رؤسائه في الشركة فخرج منها يوم 11 أبريل 1775/ 10 صفر 1189هـ. وفي النهاية أضطرت البصرة إلى الاستسلام فسلمت صلحا في منتصف نيسان/إبريل 1776 ولكن مع ذلك فقد نهبت قوات كريم خان المدينة، وأكملت إلى بلدة الزبير ونهبته.
ومن نتائج احتلال الفرس للبصرة هجرة عدد من التجار من البصرة والزبير إلى الكويت، وكذلك خروج عدد من آخر من الكويت إلى الزبارة في شبه جزيرة قطر لعدم شعورهم بالأمن حتى في الكويت. وأدى هذا بدوره إلى نمو التجارة في هذين الميناءين وازدهارهما.

## البداية

### البصرة من 1739 إلى 1772
كتب شاهد عيان فرنسي في البصرة أن المنتفكيين كانوا يسببون كثيرا من المتاعب للباشا. حيث اشعل المنتفكيون بقيادة زعيمهم سعدون باشا الأوضاع في محيط البصرة بين أعوام 1739- 1742 في عهد المتسلم آنذاك أحمد باشا. حيث حاصروا البصرة وأفزعوا أهلها بسبب سرقتهم لبعض البساتين، فتم اعتقال زعيمهم سعدون باشا حيث إعدم، كما أعدم عدداً من زعماء المنتفق وهم بين خمسة عشرة إلى عشرين عندما استدرجهم، ففقدت عشائر حلف المنتفك قوتها فسلكت سلوك الموادعة والهدوء مع الدولة، وظلت علاقة المنتفق مع أحمد باشا هادئة حتى وفاته كانت الاوضاع في البصرة هادئة إلى عام 1156 هـ /1743م عندما أرسل نادر شاه إلى البصرة نحو تسعين الفا فحاصرها مع اضرام النيران بالجانبين. قد ناضل رستم آغا متسلم البصرة عنها. ودفع جيش نادر شاه ثم حاول رستم آغا دفع معه جموع من الحويزة وقبيلة بنو كعب ورئيسها سلمان ولكن لم يتمكن منها فرجع عنها.
وفي سنة 1160 هـ / 1747م توفي أحمد باشا فالتهبت الأوضاع بعد أن أراد والي بغداد الجديد الحاج أحمد باشا فرض ضرائب على العشائر العراقية للحصول على واردات للخزينة، فكان ذلك سببا لإعلان العشائر العصيان، فقامت قبائل حلف المنتفك في 1160 هـ / 1747م بكسر السدود واغرقت سور البصرة، فأفزع الأهالي أهوال الطاعون والغرق، وماكانت الأمور في الفرات الأوسط أحسن حالا. فتم نقل ولاية البصرة إلى الحاج حسين جليلي باشا، ولكن استمرت الأوضاع في عموم العراق مرتبكة. حتى عاد سليمان أبو ليلة الذي تعهد بدفع بعض ديون الحكومة من ماله الخاص وبتهدئة عشائر حلف المنتفك(بنو مالك الاشتر بنو سعيد وغيرهم) المتمردة وقبيلة بنو كعب المتمردة وغيرهم أن أعطيت ولاية بغداد له، فتم قبول عرضه فأضحى والياً على بغداد والبصرة وعموم العراق بتاريخ 29 شوال 1162 هـ / 11 تشرين الأول/أكتوبر 1749م، فهدأ قبائل العراق بحملات سريعة اشتهر بها، وقادها إلى الطاعة التامة. فدانت له قبائل حلف المنتفك وعشائر الحويزة وعربستان وقضى على عشائر بني كعب في منطقة الشط. ولكن مالبثت ان توترت الأمور في البصرة في 1164 هـ / 1750م عندما أعلن مصطفى باشا قبطان شط العرب العصيان، وساعده بعصيانه منيخر السعدون شيخ عشائر المنتفك. فأرسل أبوليلة جيوشه للقضاء عليه، فتحصن المتسلم مع جموعه في قلعة المناوي بالبصرة ومنعت المنتفك المنافذ والمعابر لمنع الوصول إلى المدينة. ولكن ماإن اقترب جيش أبو ليلة من البصرة حتى تشتت الثوار وتفرقوا. فهرب القبطان إلى بوشهر، اما منيخر ففر إلى البادية، فعزل من مشيخة المنتفق وأسندت إلى بندر المغامس. فهدأت الأوضاع في البصرة حتى وفاته سنة 1175 هـ / 1762م. وفي بغداد استلم عمر باشا ولايتها مع ولاية العراق سنة 1178هـ/1764م، فبدأ بالقضاء على ثورة شيخ الخزاعل حمود الحمد بمنطقة الديوانية ثم تمردت عشائر حلف المنتفك 1183هـ/1769م حيث رفض شيخها عبد الله المانع دفع العوائد للسلطة بسبب القحط، ولكن اخمد التمرد بمجرد وصول جيش عمر باشا.

### الطاعون
هدأت الأمور نسبياً في شعبان 1186هـ/أكتوبر 1772م بعدما انتشر الطاعون في العراق ومدن الأحواز الجنوبية الذي دام إلى آذار/مارس 1773م/ محرم 1187 هـ، فتوقفت تجارة البلاد وساد القحط بعد أن أخذ الطاعون أعداداً هائلة من السكان، قدرت المصادر ضحاياه في بغداد وحدها بربع مليون نسمة، وفي البصرة والقرى المجاورة لها قدرت ضحايا الوباء ب 200 الف نفس، فتدمرت تجارة البصرة تدميرًا شبه كامل. وخلال تلك الفترة تركت القوات البريطانية وممثلو شركة الهند الشرقية قاصدين مومباي خوفا من الطاعون، فهاجم الكعبيون البصرة وقصفوها بزوارقهم ولكنهم لم يتمكنوا من احتلالها إلا أنهم اجبروا حاكم البصرة على تكليف أهلها بدفع خراج ثقيل إلى الكعبيين.

## دوافع الحصار

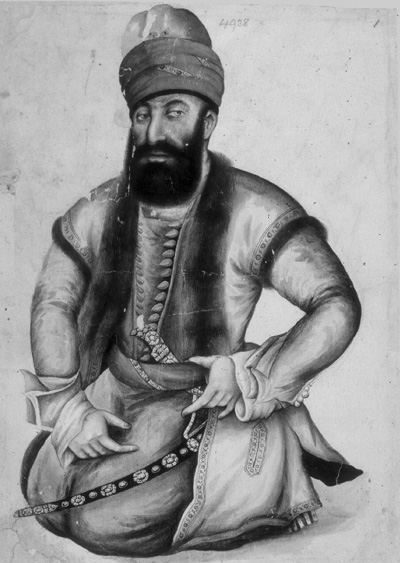
كريم خان زند

اشتكى الرعايا الفرس من الزوار والشيعة والتجار من معاملة سيئة من سلطات والي بغداد عمر باشا، والضرائب التي تفرض عليهم اثناء ذهابهم إلى الأماكن المقدسة في العراق من النجف وكربلاء، حيث أنها مخالفة لمعاهدة كردان المعقودة مع نادر شاه في 1159 هـ / 1746م. فكتب شاه إيران كريم خان زند إلى السلطان مصطفى خان سنة 1187هـ/1774 طالبا منه اعدام عمر باشا ولكن السلطان لم يرد على رسائله. وشهدت العراق تلك الفترة فوضى بسبب خروجها من الطاعون الذي كاد ان يقضي على العراق والبصرة، بالإضافة إلى أن المسرح الدولي كان مهيئا لذلك، فالدولة العثمانية كانت مأخوذة بنتائج حربها مع الروس التي انتهت بمعاهدة كيتشوك كاينارجي التي سلمت القرم للروس. وزاد الأمر سوءا أن السلطنة خسرت سلطانها القوي مصطفى الثالث ليخلفه سلطان ضعيف ومتردد عبد الحميد الأول. فاستغل الشاه تلك العوامل في تحقيق مآربه لغزو العراق، ولكسب التعاطف الشعبي صور الحرب بأنها جهاد مقدس. ومن أسباب الغزو الأخرى هي طلبه المساعدة من والي بغداد في حملته بإعادة احتلال عمان حيث عجز من مواجهة إمامها أحمد بن سعيد، إلا أن طلبه جوبه بالرفض.
وهناك عوامل أخرى للغزو منها انتعاش ميناء البصرة ورواج التجارة فيه بعد خروج شركة الهند الشرقية البريطانية من ميناء بوشهر إليها، فتركزت جميع التجارة فيها على حساب الموانئ الفارسية. وقد أثار ذلك امتعاض كريم خان، فعندما انتشر وباء الطاعون في البصرة غادرها وكلاء الشركة الإنكليزية في سفينتين وهما تايجر ودريك، أرسل سفنه لاعتراضهما واستولى عليهما، وجر تايجر إلى بندر ريق ونقل من كان فيها إلى شيراز ولم يفرج عنهم إلا بعد عام. ثم خفت وطأة الطاعون في بغداد والبصرة وزال شره، ولكن لم يزل شر خطر التهديد الفارسي، حيث سرت أخبار بهجوم إيراني وشيك على البصرة، وقد تلقى عالم بغداد السيد عبد الرحمن بن عبد الله السويدي الذي كان موجودًا في البصرة خلال تلك الفترة خبرًا من صديق له إيراني من شيراز يحذره من أن كريم خان يعد لغزو البصرة. فحاول الباب العالي بسلطانه الضعيف التوصل لتسوية سلمية مع الفرس وذلك بإرسال السفير وهبي أفندي في شوال 1188هـ/كانون الثاني/يناير 1775 إلى شيراز، فوصلها في نيسان ولكن تزامنت رحلته مع زحف الجيش الفارسي إلى البصرة. لذا لم تفلح السفارة في تحقيق أي هدف. وقد شجع موقف العثمانيين المتردد الشاه على مواصلة الحرب.

## ما قبل الحصار

### موقف قبيلة بني كعب
كانت كل من الدولة العثمانية وفارس تدعي سيطرتها على بني كعب وعلى المناطق المجاورة لها من شط العرب، ولكنها لم تعترف بأي منهما، وناورت في سبيل الحصول على استقلالها. وكان ذلك في زمن حكم الشيخ بركات بن عثمان فهم لم يكونوا مفيدين لأي طرف حيث التذبذب واضح في تعاملهم مع الدولتين القويتين. فأسروا سفينة تركية فحررتها سفينة بريطانية سنة 1188 هـ / 1774م. ثم حرضهم كريم خان على مهاجمة ميناء القطيف التابع لحكم بني خالد بإسطولهم البحري في أيار/مايو 1774م/ 1188هـ. وحاول المتسلم سليمان آغا التقرب إلى شيخ بني كعب وتسوية الخلافات معه وإقناعه بالانضمام إليه ضد الزنديين، والسبب في ذلك أن أسطول الكعبيين هو أقوى أسطول في المنطقة، وحرمان الشاه كريم زند منهم يقت من عضده، ويرجح كفة البصريين في حالة قيام الإيرانيين بمهاجمتها. وبدا أن المتسلم قد نجح في مسعاه، حيث وعدت كعب بأنها لن تساعد الإيرانيين حال غزوهم للبصرة، وتعهد شيخها بركات بمساعدة المتسلم في تلك الحالة. بل وذهبت القبيلة إلى أبعد من ذلك، فقالت إن اضطرها الأمر فأنها ستهجر منطقة الدورق وستلجأ إلى الجانب الغربي من شط العرب للتخلص من ضغط كريم خان. ولكن تبين أن الكعبيين لم يكونوا صادقين، فالشيخ بركات لم يكن يخشى بطش الشاه فحسب، بل كان يرى أن المغانم التي سيجنيها في حال تعاونه مع الشاه تفوق المغانم في حالة تعاونه مع المتسلم للدفاع عن البصرة.
وفي منتصف شتاء 1188 هـ / 1774م ازدادت غزوات بني كعب على البصرة مما أظهر مدى ضعف المدينة. وظلت مضايقات بني كعب للبصرة مستمرة بل وتزايدت أيضًا. وفي ليلة 25-26 كانون الثاني/يناير 1775 استطاعت عصابة من أكثر من ثلاثمائة رجل من دخول المدينة ليلا بعد تسلق أسوارها، ثم فتحوا عددًا من المتاجر في السوق الكبير، واستطاعوا النجاة بمنهوباتهم دون عقاب، ومعظم تلك المنهوبات كانت من الثياب الهندية الفاخرة.

### التوجه نحو البصرة

الطريق الذي سلكه جيش صادق خان الزندي إلى البصرة من الحويزة مرورا بنهر السويب إلى البصرة

وصلت أخبار إلى الوكالة البريطانية في البصرة تفيد أنه بتاريخ 8 ذو القعدة 1188 هـ / 10 كانون الثاني/يناير 1775م خرج جيشا من شيراز بقيادة صديق خان شقيق الوكيل متجها إلى البصرة، وكان قوامه كما وصفه لوريمر 50000 مقاتل من المشاة والخيالة، اخترق عربستان مارا بتستر ثم الحويزة التي وصلها بعد شهر، فأمضى شهرا آخر للتحضير للعمليات وتأمين الزوارق. ثم بدأت قواته بالوصول إلى شط العرب بتاريخ 14 محرم 1189هـ/16 آذار/مارس 1775. وتتضمن المرحلة الأولى: السير بمحاذاة نهر الحويزة حتى التقائه بشط العرب عند السويب جنوب القرنة، ثم عبور شط العرب على جسر يتم انشاؤه، ثم تتمركز مسافة 35 ميلا شمال البصرة ومعها عشيرة الخزاعل انتظارا لوصول قائدها العام مع بقية الجيش والمدفعية. ويكون تأمين الشط خلفهم بواسطة الزوارق، وفي نفس الوقت تكون السيطرة على الشط جنوب البصرة من أسطول آتٍ من بوشهر وبندر ريق، وبذا يؤمن الجيش مواصلاته وخطوط الإمداد.
وقد تمركزت في الضفة المقابلة قوات للمنتفق بقيادة الشيخ عبدالله بن محمد وذلك في محاولة منه لمنعهم من عبور شط العرب. ولكنها فجأة وبدون مقدمات تخلت تلك القوات وعددها 15,000 مقاتل عن واجبها وفرت من غير انتظام وتحركوا باتجاه البصرة، وبرر زعيمهم خطوته تلك بأنهم لم يتلقوا أوامر بمقاومتهم، بينما قال أحمد باش أعيان بأنهم تهيبوا من ضخامة الجيش الفارسي، كما أن الكثير من (وربما أغلب) أعوان المتسلم سليمان آغا تفرقوا عنه حتى لم يبق معه سوى رئيس الأغوات وبعض الخيالة من أتباعه وأعوانه.
تواترت الأخبار إلى البصرة بين 17-20 آذار/مارس أن أفراد من طليعة الجيش الإيراني المؤلفة من ألفي بختياري عبروا النهر على قِرَب منفوخة من جلد الماعز لتأمين رأس جسر لحين وصول المواد اللازمة من الحويزة لإنشاء جسر عائم. وأنجز ذلك الجسر خلال أسبوعين -أي يوم 4 نيسان/أبريل- بمد سلاسل حديد يربط الزوارق ببعضها. وساعدهم في ذلك إهمال قوة المراقبة العراقية المؤلفة من 300 رجل بقيادة ثامر السعدون في كسر السدود الترابية إلى الشمال من السويب والتي بإمكانها إغراق المعسكر الفارسي. وقد تمكن الجيش الفارسي من عبور النهر إلى الضفة الغربية، ولكنه اضطر إلى ترك مدفعيته الثقيلة والكثير من معداته على الضفة الشرقية لعدم وجود السفن اللازمة لعملية النقل. لهذا كان الجيش بحاجة ماسة إلى أسطول الكعبيين المتجمع جنوب البصرة لنقل مدافعه وأثقاله إلى الضفة الأخرى من شط العرب، وأيضا إيصال الإمدادات العسكرية والغذائية لهم من الموانئ الفارسية على الخليج، ولكن الإسطول الكعبي لم يتمكن من الوصول إلى القوات الفارسية بسبب حاجز الصد الذي صنعه البصريين. لذا يبدو أن احتلال البصرة سيكون متعذرًا دون وصول أسطول الكعبيين. ولكن في الساعة 3 من صباح يوم 21 آذار/مارس نجح الأسطول الكعبي ومؤلف من 14 غلافة من الافلات من السفن الراسية التي تحجز الميناء وتمكن من اجتياز المدينة نحو الشمال، وحاولت السفن الإنجليزية تعقبه بعد اكتشاف الاختراق، ولكنه وصل المعسكر الفارسي، وحالت نيران المدافع التي نصبها الفرس على الساحل ونيران الأسطول الكعبي دون اقتراب السفن الإنجليزية منهم، إلا أن سكسس تمكنت من أسر إحدى الغلافات الكعبية. فأصبح الطريق ممهدًا الآن أمام جيش صادق خان للوصول إلى البصرة بعد أن تمكن الأسطول الكعبي من نقل مدافعهم الثقيلة وتجهيزهم بالإمدادات اللازمة. وبعدها جرت عملية غلق مجرى شط العرب امام السفن المعادية بإقامة جسر من القوارب ربطت بعضها ببعض سلسلة حديد طولها 420 قدمًا، وأنجز هذا الجسر في يومين فقط. ولكن مخطط الدفاع قد أفشله مستر مور وكيل الشركة الإنجليزية بعدما أمر بسحب سفنه وخروجها من شط العرب تجاه الخليج العربي، مما سهل لسفن بني كعب تحطيم هذا الحاجز وتجاوزه، وأصبحت المدينة مطوقة من جميع الإتجاهات عدا المنطقة الغربية المفتوحة نحو الصحراء.

### الاستعدادات للدفاع عن المدينة

خريطة توضح بوابتي سور البصرة اللتان حاول الزنديون اقتحامها

بدخول السنة الجديدة 1775م / 1188 هـ تجددت الإشاعات بقرب الخطر الداهم على البصرة، فوجد متسلم البصرة سليمان آغا أن أوضاع البصرة غير جيدة من الناحية العسكرية، فحامية المدينة ضعيفة ومعظم المدافع غير قابلة للإستعمال وسورها متداعي. فقد انتقد الرحالة الذين مروا على البصرة بين 1751 و 1800 سورها بسبب أجزاء منه متهدمة وعدم اتساقه:"هذا السور الطيني الذي تعوزه القوة ولم تمتد إليه يد الإصلاح، وكثير منه كان مهدما خربا". ويحيط السور بالمدينة بشكل مستطيل بطول 12 ميلا (أو ثمانية أميال حسب تقديرات أخرى)، وسمكه يتراوح مابين 20 - 25 قدما وهو معزز بخندق عميق يحيط به حتى يلتقي بالشط، وله خمس بوابات وثمانية أبراج وخمسين مدفعا من عيار 6 إلى 9 باوند معظمها غير صالح للعمل.
أدرك المتسلم أن أي هجوم فارسي على البصرة لن يفلح دون أن يعززه أسطول قوي، فأراد تقوية أسطوله مقابل الأسطول الفارسي. وفي مطلع سنة 1774م/1187هـ وصل ميناء البصرة سفينتان حربيتان كل منهما مسلحة ب 14 مدفعًا، كان الباشا قد طلب بناؤها لحسابه من الشركة الإنجليزية في بومباي، وسدد ثمنها إلى خزانة حكومة الهند، فضمهما إلى إسطوله المكون من عددًا قليلا من الغلافات وأصنافًا أخرى من السفن الصغيرة. ثم بدأ بإعداد العدة ونفخ روح الدفاع عن المدينة. فجمعت المؤونة والذخيرة للحاجة، ورمم سور المدينة، وتم توزيع الجنود والمدفعية حول المدينة. فلم يكن المتسلم شجاعا فحسب بل كان فعالا وأوامره نافذة. فقد كان يمتطي جواده طوال اليوم مشرفا على استعدادات المدينة من ترميم السور ومراقبة عربات المدافع ونصب المدفعية. أما قوة حامية المدينة فكانت تتألف من 1500 جندي إنكشاري، انضم إليهم مجندين من أفراد القبائل الحلية والفلاحين. وفي اليوم التالي اقتربت قوة من 200 إنكشاري من بغداد، حيث ترك هؤلاء زوارقهم شمال القرنة وداروا حول الجسر الإيراني، ثم ركبوا زوارق أخرى إلى الجنوب، فارتفعت معنويات البصريين، فعاد الشيخ ثامر سعدون السعدون ومعه ابن عمه ثويني العبد الله يوم 2 نيسان/أبريل ومعه 300 من رجال المنتفق للإندماج مع الجيش العثماني المفترض، أما قوات عبد الله السعدون فقد تمركزت في الزبير.

## الحصار
بدأ الجيش الفارسي بعد إكماله عبور النهر بالزحف لقطع مسافة 30-40 ميلًا نحو البصرة، فوصلت طلائعه المدينة فجر 6 نيسان/أبريل، ثم تتابع وصول بقيته حتى وصلت مؤخرته وقوافل التموين في اليوم التالي. وامتدت خيم المعسكر من نقطة تقع 3 أميال شمال بوابة بغداد حتى المعقل على بعد ميليلن من وكالة الهند الشرقية بطول خمسة أميال وعرض ثلاثة. ولكن ضخامة تلك الحشود لم تفزع سكان البصرة:«كانت المعنويات عالية جدا، وأظهر كل بصري استعداده للدفاع عن مدينته، وكان متسلم البصرة سليمان آغا في مقدمة المدافعين عن المدينة». ومع ذلك فقد أرسل صادق خان مبعوثا إلى متسلم البصرة والبريطانيين للتفاوض معه حول افتداء المدينة حيث طلب مبلغ لكين من الروبيات مقابل سلامة البصرة -اللك هو مئة ألف روبية- ولكنه لم يرد إليه أي جواب حيث رفض المتسلم ذلك العرض المهين.

### موقف وكيل شركة الهند من الحصار
اتسم موقف وكيل شركة الهند الشرقية الإنجليزية في البصرة «هنري مور» في تلك الأحداث بالارتباك والتردد. فقد التزم في البداية بسياسة حكومة بومباي القائمة على عدم التورط في الصراعات المحلية، لذا أعلن للمتسلم عن وقوفه على الحياد وأنه لن يسمح لسفن الشركة الراسية في الميناء الاشتراك في القتال ضد الفرس. وأبدى المتسلم تفهمه لذلك الموقف، ولكن طلب منه عدم تحميل ممتلكات وبضائع الوكالة على السفن البريطانية خشية تأثير ذلك سلبًا على المدافعين، بحيث يظنون بضعف موقفهم العسكري. فتعهد الوكيل بذلك مقابل أن يتكفل المتسلم بالتعويض عن أي خسائر قد تلحق بالوكالة وممتلكاتها. لكن تطورات الحرب دفعت الوكيل بالانخراط في العمليات الدفاعية في المراحل الأولى من الحصار. وقد استجاب الوكيل لطلب المتسلم بتزويد سفينتي البصرة الحربيتين «دجلة» و«الفرات» ذوات ال 14 مدفع ببحارة بريطانيين لقيادتهما، وبالاشتراك مع الطرادين سكسس وإيجل -ذي 16 مدفع في العمليات النهرية.
وفي 8 نيسان/أبريل، أي بعد يوم من بدء الاشتباكات البرية، اقترب أسطول بوشهر المكون من 16 سفينة منها 10 غلافات  فحاول اجتياز الحاجز النهري للوصول إلى المعسكر الفارسي، فالتحم مع أسطول الدفاع البصري. واستمر القتال من الساعة 9 صباحًا حتى 3 مساءًا، حيث اشترك الطرادين الإنجليزيين إلى جانب المدافعين، مما أجبر المهاجمين على التراجع. وبعد 3 أيام وصلت أنباء عن خروج أسطول فارسي جديد من ميناء بوشهر يوم 31 آذار/مارس، ويحتوي على 14 غلافة وحوالي 50 سفينة صغيرة تحمل اكثر من 1500 مقاتل متجهة نحو شط العرب لتعزيز الهجوم. فانقلب موقف «هنري مور» العسكري، فاستمرار بقائه في البصرة سيؤثر على حساب الفوائد والخسائر للمصالح الإنجليزية. فالانسحاب في تلك اللحظة يعني خرق تعهده السابق للمتسلم، إضافة إلى أنه سيوجه طعنة لمعنويات المدافعين. ومن ناحية أخرى فإن مساعدته للمدافعين قد يسبب ردود فعل فارسية، ويخالف تعليمات حكومة بومباي التزام بالحياد التي تعمل على إقامة علاقات ودية مع كريم خان، بالإضافة إلى الوصول الوشيك للأسطول الفارسي. فقرر الانسحاب وسحب كل موظفيه والبوارج الإنجليزية من ساحة المعركة، وقرر مغادرة البصرة دون أن يخبر أحدًا بذلك، وأمر بإعداد السفن لمغادرة الميناء، وظن الجميع أن الغاية من تلك الحركة التصدي للأسطول القادم.
وفي يوم 11 نيسان/أبريل/ 10 صفر 1189هـ غادرت السفينتان «إيجل» و«سكسس» وعلى متنها الوكيل وموظفو الشركة ومايمتلكون معهم من أموال منقولة تاركين ورائهم كل ممتلكات الشركة دون حماية، ورافقتهما السفن البصرية «دجلة» و«الفرات» وغلافتان يقودها إنكليز من موظفي الشركة. توقفت البعثة قليلًا في القرين (الكويت) ثم واصلت تحركها إلى بوشهر، حيث وصلتها يوم 15 نيسان/أبريل/14 صفر. وفي بوشهر وجد مور أن الشركة قد اتفقت مع كريم خان اتفاقية ناجحة، ومن بنودها تعهده بحماية ممتلكات الشركة في البصرة. عندها تابع مور مسيرته إلى بومباي فوصلها يوم 30 يوليو، ومن هناك أرسل رسالة اعتذار إلى المتسلم سليمان آغا لعدم تمكنه من المساعدة، وأنه أخذ «دجلة» و«الفرات» معه إلى الخليج ومن ثم إلى الهند لمنع وقوعهما بيد العدو. في حين عاد موظفو الشركة إلى البصرة في شهر يوليو/جمادى الأول ليجدوا ممتلكات الشركة لم تمس.

### الهجوم على المدينة
في يوم 7 نيسان/أبريل حاول أربعة إيرانيين استكشاف الأسوار عن قرب، فبوغتوا بهجوم من رجال الحامية فسقطوا قتلى. وردًا على ذلك أصدر صادق خان أمره بالهجوم الذي بدأ بغارة ليلية مباغتة على الأسوار في الساعة الثانية من صباح 9 نيسان/أبريل. فوقع اشتباك ضار بين الجانبين وجهًا لوجه استمر عدة ساعات في ظلام دامس، وكان القتال من الشدة بحيث شعر موظفو شركة الهند الشرقية بالخوف فأسرعوا إلى الصعود إلى الطراد إيجل. ومع بزوغ الفجر عم السكون ميدان القتال. وحقق المدافعون انتصارًا كاملًا، وخسر الفرس 100 قتيل مقابل 30 من البصريين. لقد حقق هذا النصر السريع تأججًا في الروح المعنوية لسكان المدينة. وحاول الزنديون تعويض خسارتهم بالهجوم على الجسر الحاجز لإحراقه وكسر سلسلة الحديد التي تربط الزوارق، لكنهم جوبهوا بنيران كثيفة أجبرتهم على التراجع.
إلا أن ذلك الهجوم كبد الحامية خسارتين: الأولى هي هروب المنتفق من الزبير، والثانية هو الانسحاب المفاجئ الوكيل الإنجليزي من المدينة. وبعد خروج «هنري مور» بالطرادين إيجل وسكسس ومعهما السفن الحربية البصرية تمكن الفرس من إحكام حصارهم على البصرة. ولم يعد الحاجز النهري الذي أقامه البصريون بذي جدوى، فقد حطمه أسطول بوشهر واجتازه بسهولة، مما سهل ارتباطه بجيش صادق خان. وهكذا بعد أن فرضت السفن المدافعة عن المدينة نوعًا من الحصار على الجيش الفارسي، وعاقت تحركاته وهددت طرق تموينه، تحول الأمر بعد انسحاب تلك السفن إلى أن تصبح البصرة محاصرة من البر والنهر. مما شجع صادق خان بأن يشن هجومه الكبير لاقتحام الأسوار تجنبًا لحصار طويل يكلفه كثيرًا. لذا قام في 26 نيسان/أبريل وبعد قصف كثيف ومتواصل من مدفعية الجيش والأسطول طوال الليل، بدفع الجنود في خمسة اتجاهات مختلفة حاملين عددًا كبيرًا من السلالم نحو الأسوار لتسلقها، ولكنهم بعد ساعة من القتال المرير ردوا على أعقابهم، وأوقع البصريون بهم خسائر كبيرة بالأرواح قدرت بألفي قتيل وفقدان مئة سلم. وخلال الهجوم اكتشف الفرس منطقة ضعيفة في السور، فنجحوا في تدمير 4 أبراج مع استحكاماتها بقصف مكثف استغرق يوما، لكن المدافعين تمكنوا من اصلاح تلك الثغرة وتعزيزها في أسبوعين، وعندها أيقن صادق خان بعجزه من اقتحام المدينة، ووجد نفسه مكرهًا على صرف النظر عن الهجوم المباشر والاكتفاء بتشديد الحصار.

### تدخل إمام عمان
في سنة 1770م توسط حاكم بوشهر نصر آل مذكور بين إمام عمان أحمد بن سعيد وبين كريم خان زند بسبب حصار البوسعيديين لميناء بوشهر، مطالبين بتعويضات عن استيلاء الفرس على سفينة عمانية، في حين أصر الفرس على أن تدفع عمان الخراج السنوي لفارس منذ أيام نادر شاه، وقد طلب كريم خان مساعدة الأتراك فرفضوا، فأسرها في نفسه، ولكن في نفس الوقت حفظ إمام عمان ذلك الجميل.
في حين كانت البصرة تعاني وطأة الحصار وشحة مواد التموين، وصلتها الأخبار بأن إمام عمان أحمد بن سعيد يتهيأ لنجدتها وفك الحصار عنها بعد رسالة الاستغاثة من والي بغداد عمر باشا. ففي منتصف آب/أغسطس 1775م خرج الأسطول العماني يقوده هلال بن الإمام أحمد بن سعيد ومكون من سفينة القيادة «الرحماني» ومعها أكثر من مئة قطعة بحرية مزودين بأنواع مختلفة من المدافع، ومابين 8 آلاف و10 آلاف مقاتل، وكميات ضخمة من المؤن للمدينة المحاصرة. فمر ببوشهر يوم 11 أيلول/سبتمبر وهو في طريقه إلى البصرة، حيث وصلها بعد بضعة أيام، فألقى المراسي عند مصب شط العرب. ولم يكن الإيرانيون غافلين عن هذا التحرك، فقد أصدر كريم خان قبلها بأشهر بجمع ما أمكن من سلاسل الحديد، وجرى لحم بعضها البعض بشيراز، ثم أرسلت إلى صادق خان من أجل إغلاق مجرى الشط أمام البوسعيديين. وأنجز ذلك ووضع معها قوة كبيرة مزودة بالمدفعية عند طرفي السلسلة على جانبي النهر. وقد أعاقت تلك العملية دخول الإمام وأسطوله لفترة بسيطة، ولكن في منتصف تشرين الأول/أكتوبر تقدمت الرحماني واخترقت السلسلة وتبعها بقية الأسطول. وبالرغم من القصف المدفعي فإن الأسطول تقدم وأسكت البطاريات المعادية ودمر عددًا من الغلافات الإيرانية ووصل الأسوار. ولم يكن باستطاعة جيش صادق وبحريته أن تحول دون إنزال المؤن والرجال للإنضمام إلى الحامية لتقوم بشن هجوم كبير على قوات الحصار في اليوم التالي، حيث كبدتهم خسائر كبيرة. فقد كانت المؤن العمانية والدعم العسكري لها تأثير كبير في تخفيف الضغط والمعاناة التي عانى منها المدافعين، وتعزيز وضعهم الدفاعي، إلا أنها لم تتمكن من زحزحة القوات الفارسية عن مواقعها، واقتصرت الاشتباكات في الشهور التالية على تبادل نيران المدفعية. ومع بدء مؤن العمانيين بالتناقص، كانت إمدادات المؤن والرجال متواصلة في الجانب الفارسي قادمة من شيراز، ومنها وصول قوة كبيرة يقودها علي محمد خان زند. وبسبب هذا الوضع وخشية إمام عمان من قيام الفرس بالتعرض لسواحل عمان دون أسطول قوي يحميها، فقد قرر العودة. وهناك وثيقة عمانية تذكر ان سبب عودة الأسطول العماني هو سوء المعاملة التي تعرض لها السيد هلال بن الإمام من قبل مصطفى باشا والي بغداد بعد مقتل عمر باشا، فبدأت السفن العمانية بالإبحار مع بداية 1776 متجهة نحو مسقط.

### اشتداد الحصار
بحلول ربيع 1776 وبعد انسحاب الأسطول العماني، شدد صادق خان من حصار المدينة. وقد كانت هناك محاولات لتهريب بعض المساعدات إلى داخل المدينة عن طريق الشيخ عبدالله السعدون ومعه قبيلة المنتفق وسعدون بن عريعر أمير بني خالد في محاولات لإدخال القوافل إلى المدينة بموافقة قبيلة الخزاعل التي مع صادق خان مع استفادتهم منها في مقابل ذلك. وكما قام رئيس صيارفة الوالي العثماني وهو رابي يهودي إسمه الرابي «يعقوب بن هارون القباي» بإقراض خزينة الوالي بسخاء. ولكن ذلك لم يكن ليساعد على تخفيف الأزمة، فبعد مضي 11 شهرًا على الحصار كانت موارد البصرة من مؤن وذخائر قد نضبت، ووصل الأمر بأهالي البصرة إلى أكل القطط والكلاب والخيول والحمير ولب النخيل، وقد هلك بسبب ذلك أعدادا كبيرة من السكان.
كان والي بغداد عمر باشا يرسل إلى المتسلم برسائل تشجعه وتمنيه بقرب وصول النجدة، إلا أن الوالي الجديد «مصطفى باشا الأسبيناخجي» كانت ردوده غير مشجعة، حيث كان يكتب إليه بأنه لايسعه أن يمدهم بشيء، لاسيما أن الفتنة مشتعلة في بغداد وأن المماليك قد تجمعوا ضده. وفي النهاية كتب مصطفى باشا إلى سليمان آغا ينصحه بأن يتصالح مع الإيرانيين وأن يسلم البصرة لهم. فأسقط في يد المتسلم، وتلا تلك الرسالة على أعيان المدينة، وبعدها قرر مفاوضة صادق خان حول تسليم المدينة. فالمقاومة أصبحت من غير جدوى، وأنها مؤدية لهلاك المئات من الجائعين. وفي 26 صفر 1190هـ/16 نيسان/أبريل 1776م أرسل المتسلم وفدًا إلى مخيم صادق خان، فحصل الوفد على تعهد منه بضمان أرواح وممتلكات أهالي المدينة. وفي 1 ربيع الأول/20 نيسان/أبريل جرى تسليم القلعة، وفي اليوم التالي دخل صادق خان بجيشه القزلباش المدينة، وقيل دخلها يوم 28 صفر/17 نيسان/أبريل، وقيل دخلها بعد دخول جيشه بإسبوع.

## سقوط المدينة
دخل الجبش الإيراني المدينة بكل نظام يقودهم علي نقي ومحمد علي خان، فلم يسمع بحصول أي عنف ولا فوضوى عند الدخول عدا بعض الحوادث الطفيفة. ووضع في البلدة حامية قوامها 6000 جندي، وقيل 12 ألفًا. وكان أول أعمال كريم خان زند هو فرض الخطب الإثني عشرية والآذان الجعفري على كل مساجد البصرة، والمباشرة بسك النقود بأسماء الأئمة الإثني عشر، وكذلك أمر الخان بجمع غرامة من المدينة مقدارها «128,000 تومان»، وهو رقم طائل يفرض على مدينة هي على حافة المجاعة، وفوق ذلك كان على وجهاء المدينة تقديم هدايا لصادق خان وضباطه. وبعدها ترك صادق خان المدينة بعد أن عين السردار «محمد علي خان الزندي» حاكمًا عليها، وعاد بجيشه ومعه الغنائم والأموال الوفيرة إلى شيراز.
كان لسقوط البصرة صدى عنيف في الأستانة، الأمر الذي استوجب اجتماع المجلس العام للدولة الذي لا يعقد إلا في الأوقات العصيبة، حيث قرر المجلس إعلان الحرب على بلاد فارس، ودعمها بفتوى صدرت من دار المشيخة الاسلامية، إلا أن تلك الحماسة بقي حبرًا على ورق، فظلت البصرة محتلة والدولة لاهية عنها.
عندها اندفع القزلباش بقيادة السردار محمد علي خان الزندي وابنه علي نقي خان ليعيثوا فسادًا في البصرة، فجرى نهب المساكن والمحلات، ولم يسمح لأحد بمغادرة المدينة، وإن تمكن البعض من المغادرة بعد رشوة حرس البوابات، وكذلك عبث الجنود بقبور الصحابة والمساجد، وفرضوا غرامات باهظة على الأهالي حتى استشرت المجاعة وفشت الأمراض، فتقلص عدد السكان بسبب الوباء والحصار ومعاناة الاحتلال بقوة من 95 ألف إلى حوالي 20 ألف ليعود ويصبح أقل من 5 آلاف أو أقل في السنة التالية. ثم قام السردار بالقبض على سليمان آغا ورجاله حيث اعتبرهم أسرى حرب، وأرسلهم يوم 18 حزيران/يونيو مع إبنه علي نقي خان زند إلى شيراز بعد أن استولى على أموالهم. وقد قابل الأسرى في شيراز الوكيل كريم خان زند حيث لقوا منه الإكرام والإعزاز، وخصص لهم راتبًا شهريًا مقداره ألف تومان ذهبًا.
أما سكان البصرة فقد عانوا التعسف وتجاوز جيش الزند الذين قاموا باستباحة الأرواح والأعراض والأملاك، وعذبوا الرجال والنساء على السواء، وأثقلوا التجار بالغرامات والضرائب الثقيلة، كما أنهم عزلوا المدينة عن المناطق المحيطة بها، فتوقفت صادرات البصرة النهرية والصحراوية إلى حلب وبغداد، ونتيجة لذلك أصبح نشاط شركة الهند الشرقية ضئيلا جدا في ولاية البصرة وما حولها، كما واجه موظفي الشركة صعوبات كثيرة في تعاملاتهم اليومية مع المحتلين، وهذا بدوره جعل الوجود الإنجليزي في بوشهر والبصرة باهض الكلفة ومصدر للخسائر الكبيرة. ومن ذلك أراد السردار أن يمد من نفوذه خارج البصرة إلى القبائل المحيطة، فقد كانت حدود نفوذه هي المدينة نفسها وعدد من البساتين المجاورة لها. فأغار في مطلع تموز/يوليو 1778م/1192هـ على بلدة الزبير، فقتل من أهلها ونهب اموالها، وكان من بين القتلى أشخاص من المنتفق، مما أشعل نار الانتقام عند الشيخ ثامر بن سعدون.

### مقتل حاكم البصرة الفارسي
حاول السردار محمد علي خان أن يمد نفوذه إلى العشائر، فطلب من شيخ المنتفق ثامر بن سعدون الإذعان والطاعة، فلم يستجب الشيخ إلى طلبه. فقرر السردار أن يقضي عليه، فكلف محمد حسين خان السيستاني ان يحكم البصرة وأبقى معه 2000 جندي، في حين توجه ومعه 6000 فارس ومثلهم من المشاة و18 زورق نهري يحمل المدافع إلى المنتفق يوم 11 أيلول/سبتمبر 1778. فاعتصم الشيخ ثامر في «الفضلية» التي تبعد 15 ميلا عن البصرة وقد جاءه المدد من أطراف المنتفق، فقسم قواته إلى أربعة أقسام، واضعا في المقدمة خيرة قادته مثل ثويني العبد الله ومحمد العبد العزيز وحمود الثامر. ومن هناك استدرج القوات الإيرانية إلى «الفضلية» وهي ساحة مكشوفة تصلح لميدان معركة، كونها محصورة بين نهر الغراف شرقًا ومن الشمال ممر العاقول ومن الجنوب وجنوب غرب هور الحمار وهو هور منيع أرضه رخوة طينية معيقة للحركة السريعة، والمنطقة أقرب ماتكون شبه جزيرة. أما جهة الغرب فهي التي دخل منها جنود السردار حيث كمنت لهم القوة الرئيسة من قوات ثامر المؤلفة من 8000 رجل. وما أن انتهوا حتى وجدوا أنفسهم في أرض مرزغة (موحلة) تجافى عنها العرب، فبدأ الأيرانيون الهجوم، فناور الشيخ ساحبًا إياهم إلى المستنقع، وعندها أغلق عليهم أي مخرج أمامهم، وبينما كانت خيولهم تتخبط بالطين اندفع عليهم المنتفقيون كالصواعق، فأوقعوا فيهم هزيمة ماحقة، وأبيد جيش الزند ولم ينج منهم سوى 35 خيالًا. وقتل محمد علي خان وأخوه مهدي خان، وغنمت عشائر المنتفق كافة أموالهم ومعداتهم، ولم تفقد سوى 20 شخصًا.

## خروج الفرس من البصرة وانتهاء الاحتلال
بعد الهزيمة الثقيلة ومقتل السردار علي محمد خان، عاد صادق خان بسرعة نحو البصرة ومعه 4000 جندي لحمايتها، فوصلها الأربعاء 24 كانون الثاني/يناير 1779م/26 صفر 1399 هـ. وحاول التفاوض مع الشيخ ثامر طالبًا منه الإذعان بشرف للنير الفارسي، فرفض ثامر ذلك. بعدها بدأ صادق خان يفقد اهتمامه بالبصرة مع فقدان السيطرة على المناطق المحيطة بها، وكذلك ظهور المدينة بحالة متدهورة لاتستحق التمسك بها، فما وفره الطاعون والحصار فقد أهدره محمد علي خان. لقد أصبحت المدينة العامرة بعد 3 سنوات من الاحتلال وكأنها قرية كبيرة، وقد خمدت فيها الحياة التجارية. فما عادت البصرة مكانًا ملائمًا لطموحاته، خاصة بعد ورود أنباء عن مرض الوكيل كريم خان الشديد، مما جعله يتلهف للعودة إلى شيراز لتأمين مصالحه في وراثة العرش. لذلك قام ببناء قلعة على الضفة اليسرى من الشط مقابل العشار لتغطية انسحابه المتوقع. وفي 12 آذار/مارس وصلته الأنباء بموت أخيه، فجمع أعيان البلد، واستأمنهم على حكومة مؤقتة ووعدهم بإطلاق سراح المتسلم سريعًا، ثم خرج من البصرة مع جميع رجاله يوم 19 آذار/مارس عن طريق البر والبحر دون أن يلقي نظرة وراءه.
دخل الشيخ ثامر السعدون البصرة بعد خروج الجيش الإيراني، وأرسل إلى بغداد معلنًا تحرير البصرة، فأرسل «حسين باشا» والي بغداد إليها بقوة عسكرية وعين نعمان أفندي متسلمًا عليها. وأما سليمان آغا فقد سمحت علاقاته خلال حبسه في تبريز بأن يتواصل مع أصدقائه في البصرة، فالفضل في خروجه من الأسر وعودته إلى البصرة بعد وفاة الوكيل يعود إلى زكي خان أخو كريم خان وليس صادق خان. ومع ذلك فعند عودته إلى البصرة لم يتمكن من استلام منصبه السابق بعد أن عهدت الحكومة العثمانية المنصب إلى نعمان أفندي، بالإضافة إلى معارضة ثامر السعدون عودته لعداوات قديمة قبل الحصار، حيث كانت مطالبات سليمان آغا اللجوجة لقبائل المنتفق بضرورة تسديد ما بذمتهم للسلطة المركزية، مما أثقل على القبيلة بسبب الموسم الزراعي السيء. ولكن كل ذلك قد حل بعد مقتل ثامر السعدون في خلاف عشائري بين المنتفق وقبيلة الخزاعل، فخلف في حكم القبيلة ابن عمه الشيخ «ثويني بن عبد الله السعدون» صديق سليمان آغا الذي أدخله البصرة وأقره على متسلمية البصرة، وألقى القبض على نعمان بك وحبسه.